# Dorothy Young
Dorothy Young (ur. 3 maja 1907 w Otisville, zm. 20 marca 2011 w Tinton Falls) – amerykańska aktorka, tancerka, pisarka, w momencie poprzedzającym śmierć ostatnia żyjąca asystentka legendarnego iluzjonisty Harry’ego Houdiniego.
Była córką pastora metodystycznego. W latach 1925–1926 była asystentką Houdiniego, zakończyła z nim współpracę na trzy miesiące przed śmiercią iluzjonisty w październiku 1926. Potem występowała na Broadwayu w sztukach: Jamagan (1928–1929), Conquest (1933) i New Faces of 1936 (1936). W kolejnych latach podróżowała po świecie wraz ze swoim drugim mężem Gilbertem Kiamie i występując z nim razem w duecie tanecznym Dorothy i Gilbert.
Była autorką dwóch powieści luźno opartych na życiu: Diary Without Dates i Dancing on a Dime, a także broszury poświęconej Houdiniemu Touring with Houdini, opublikowanej w 2003.